# Donald Tovey
Donald Francis Tovey (født 17. juli 1875 i Eton, England - død 10. juli 1940 i Edinburgh, Skotland) var en engelsk komponist, professor, dirigent, pianist, musikolog og forfatter.
Tovey studerede komposition privat hos bl.a. Hubert Parry. Han har skrevet en symfoni, orkesterværker, koncertmusik, operaer, kammermusik, 2 strygekvartetter etc. Hans produktion er ikke så stor, så det meste af hans musik er indspillet i dag. Tovey blev professor og lærer i komposition på Edinburgh Universitet i Skotland (1914), hvor han levede til sin død i 1940. Han har også forfattet musikteoretiske værker hvoraf Essay in Musical Analysis er mest kendt.

## Udvalgte værker
- Symfoni i D (1913) - for orkester
- Klaverkoncert (1903) - for klaver og orkester
- Cellokoncert (1933-1934) - for cello og orkester
- 2 Strygekvartetter (1909)
- Dionysos brud (1907-1929) - opera
- Klaver trio (1895) - for klaver og violin og cello